# Pocdolbergen
De Pocdolbergen, ook gekend als de vulkanische groep Bacon-Manito, is een Filipijnse complexe stratovulkaan met meerdere kraters.
De Pocdolbergen liggen tussen Mount Mayon en Mount Bulusan, op het eiland Luzon. Het 1.102 meter hoge complex ligt op de grens van de provincies Albay en Sorsogon. Een laatste uitbarsting is niet bekend, er is geen enkele geregistreerde uitbarsting.